# دييغو اليندي
دييغو اليندي (بالإسبانية: Diego Alende)‏ (25 أغسطس 1997 بسانتياغو دي كومبوستيلا في إسبانيا - ) هو لاعب كرة قدم إسباني في مركز الدفاع. شارك مع منتخب إسبانيا تحت 19 سنة لكرة القدم. أما مع النوادي، فقد لعب مع سلتا فيغو ب وسلتا فيغو.

## وصلات خارجية
- دييغو اليندي على موقع قاعدة بيانات كرة القدم.إي يو (الإنجليزية)
- دييغو اليندي على موقع Soccerway.com (الإنجليزية)
- دييغو اليندي على موقع AS.com (الإسبانية)